# オリイジネズミ
オリイジネズミ（折居地鼠、学名:Crocidura orii）は、真無盲腸目トガリネズミ科ジネズミ属に属する哺乳類である。日本固有種であり、奄美大島及び加計呂麻島、徳之島にのみ生息する。奄美大島で1922年に採集され、1924年に新種記載された。生息数が少なく、生態はあまりよくわかっていない。
なお、種小名orii は、動物採集家である折居彪二郎への献名である。

## 形態
日本のジネズミ類の中では大型である。手足や爪も大きい。頭胴長は約70-90mm、尾長は約40-50mm、体重は12g前後になる。ジネズミに比べ、明るい茶色の体毛をもつ。

## 生息環境
奄美大島の常緑広葉樹林で良く確認されていたため森林性の種と考えられていたが、加計呂麻島での確認地点が畑地と常緑広葉樹林の境付近であり、それ以外の場所でも生息している可能性がある。

## 分類と近縁種
もともとジネズミ（ニホンジネズミ）Crocidura dsinezumiの亜種として報告されたが、現在では別種であるとされている。ジネズミとは近縁性が認められず、アマミノクロウサギやアマミトゲネズミなどと同じく大陸からの遺在種ではないかと考えられている。
また、奄美群島及び沖縄諸島には同属のワタセジネズミCrocidura wataseiが分布しており、本種とは異なり草原性の種である。ワタセジネズミ用の罠ではオリイジネズミが捕獲できないことがわかっている。

## 保全状態評価
- ENDANGERED (IUCN Red List Ver. 3.1 (2001))[1]
- 絶滅危惧IB類 (EN)（環境省レッドリスト）[2]
- 鹿児島県版レッドデータブック - 絶滅危惧I類